# X Games de Invierno 2021
Los X Games de invierno 2021, oficialmente conocidos como los X Games de Invierno XXV, es un evento multideportivo internacional organizado por X Games que se llevará a cabo entre el 29 y 31 de enero de 2021 en la ciudad de Aspen, Colorado, Estados Unidos.
Esta nueva edición de X Games se retoma luego de que en el 2020 se cancelaran los X Games de Verano por la Pandemia de COVID-19.

## Deportes
Un total de 3 deportes invernales compondrán los X Games de invierno 2022. El esquí acrobático incluirá cinco disciplinas —Big Air, Slopestyle, acrobático, SuperPipe y Knuckle Huck—. Los eventos de Snowboard serán disputados tanto en Slopestyle, big air como en SuperPipe. Además, como cada año, se realizaran la 8.ª edición de los Juegos Olímpicos Unificado, una modalidad donde diez atletas con discapacidad intelectual de Olimpiadas Especiales forman duplas con snowboarders de talla mundial.
| ESQUÍ Competencia Masculina - Big Air - Big Air (Encore) - Slopestyle - SuperPipe - Knuckle Huck Competencia Femenina - Big Air - Big Air (Encore) - SuperPipe - SuperPipe (Encore) - Slopestyle - Slopestyle (Encore) | SNOWBOARD Competencia Masculina - Knuckle Huck - Knuckle Huck (Encore) - Descenso (slopestyle) - Slopestyle (encore) - Salto gigante (big air) - Trevor Kennison Big Air jump Competencia Femenina - Descenso (slopestyle) - Descenso con repetición (slopestyle encore) - Salto gigante (big air) - Supertubo (SuperPipe) - Supertubo con repetición (SuperPipe encore) | Olimpiadas Especiales Unificadas - Esquí Unificado - Snowboard Unificado |

## Participantes
| ESQUIADORES Competencia Masculina - Aaron Blunck * David Wise * Nick Goepper - Alex Ferreira * Alex Hall * Birk Irving - Colby Stevenson * Hunter Hess * Konnor Ralph - Quinn Wolferman * Keegan Kilbride * Mac Forehand - Noah Bowman * Teal Harle * Max Moffatt - Evan McEachran * Edouard Therriault * Matej Svancer - Ferdinand Dahl * Christian Nummedal * Nico Porteous - Gus Kenworthy * James Woods * Andri Ragettli Competencia Femenina - Devin Logan * Brita Sigourney * Svea Irving - Annalisa Drew * Hanna Faulhaber * Maggie Voisin - Elena Gaskell * Dillan Glennie * Megan Oldham - Mathilde Gremaud * Sarah Hoefflin * Giulia Tanno - Tess Ledeux * Antoine Adelisse * Johanne Killi - Zoe Atkin * Kelly Sildaru | RIDERS DE SNOWBOARD Competencia Masculina - Judd Henkes * Chris Corning * Chase Blackwell - Miles Fallon * Lucas Foster * Red Gerard - Jake Canter * Dusty Henricksen * Chase Josey - Joey Okesson * Zeb Powell * Ryan Wachendorfer - Luke Winkelmann * Ayumu Hirano * Taiga Hasegawa - Mark McMorris * Max Parrot * Darcy Sharpe - Marcus Kleveland * Ståle Sandbech * Fridtjof Sæther Tischendorf - Mons Røisland * Valentino Guseli * Scotty James - Rene Rinnekangas * Sven Thorgren Competencia Femenina - Jamie Anderson * Hailey Langland * Julia Marino - Maddie Mastro * Laurie Blouin * Elizabeth Hosking - Queralt Castellet * Tess Coady * Zoi Sadowski-Synnott - Kurumi Imai * Haruna Matsumoto * Kokomo Murase - Miyabi Onitsuka * Ruki Tomita * Sena Tomita - Annika Morgan * Anna Gasser |

## Resumen de medalla

### Snowboard
| Evento                                     | Oro              | Plata                    | Bronce                   |
| ------------------------------------------ | ---------------- | ------------------------ | ------------------------ |
| Jeep Women's Snowboard Slopestyle          | Jamie Anderson   | Zoi Sadowski-Synnott     | Laurie Blouin            |
| Monster Energy Women´s Snowboard SuperPipe | Chloe Kim        | Maddie Mastro            | Haruna Matsumoto         |
| Monster Energy Men's Snowboard Slopestyle  | Dusty Henricksen | Mons Røisland            | Rene Rinnekangas         |
| Pacifico Women's Snowboard Big Air         | Jamie Anderson   | Miyabi Onitsuka          | Zoi Sadowski-Synnott     |
| Monster Energy Men's Snowboard SuperPipe   | Yuto Totsuka     | Scotty James             | Ruka Hirano              |
| The Real Cost Men's Snowboard Big Air      | Marcus Kleveland | Sven Thorgren            | Mons Røisland            |
| Wendy's Snowboard Knuckle Huck             | Dusty Henricksen | Solo se otorga la de oro | Solo se otorga la de oro |

### Esquí
| Evento                      | Oro              | Plata                    | Bronce                   |
| --------------------------- | ---------------- | ------------------------ | ------------------------ |
| Women's Ski Big Air         | Mathilde Gremaud | Megan Oldham             | Eileen Gu                |
| Women's Ski SuperPipe       | Eileen Gu        | Cassie Sharpe            | Rachael Karker           |
| Jeep Women's Ski Slopestyle | Eileen Gu        | Isabel Atkin             | Megan Oldham             |
| Men's Ski Big Air           | Andri Ragettli   | Antoine Adelisse         | Alex Hall                |
| Jeep Men's Ski Slopestyle   | Nick Goepper     | Ferdinand Dahl           | Evan McEachran           |
| Men's Ski SuperPipe         | Nico Porteous    | Aaron Blunck             | Birk Irving              |
| Wendy's Ski Knuckle Huck    | Henrik Harlaut   | Solo se otorga la de oro | Solo se otorga la de oro |

### Olimpiadas Especiales Unificadas
| Evento              | Oro | Plata | Bronce |
| ------------------- | --- | ----- | ------ |
| Snowboard Unificado | -   | -     | -      |
| Esquí Unificado     | -   | -     | -      |

## Mesa de medalla
| Núm.  | País                 | Oro | Plata | Bronce | Total |
| ----- | -------------------- | --- | ----- | ------ | ----- |
| 1     | Estados Unidos (USA) | 6   | 2     | 2      | 10    |
| 2     | China (CHN)          | 2   | 0     | 1      | 3     |
| 3     | Suiza (SUI)          | 2   | 0     | 0      | 2     |
| 4     | Noruega (NOR)        | 1   | 2     | 1      | 4     |
| 5     | Japón (JAP)          | 1   | 1     | 2      | 4     |
| 6     | Nueva Zelanda (NZL)  | 1   | 1     | 1      | 3     |
| 7     | Suecia (SWE)         | 1   | 1     | 0      | 2     |
| 8     | Canada (CAN)         | 0   | 2     | 4      | 6     |
| 9     | Australia (AUS)      | 0   | 1     | 0      | 1     |
| 9     | Francia (FRA)        | 0   | 1     | 0      | 1     |
| 9     | Reino Unido (GBR)    | 0   | 1     | 0      | 1     |
| 12    | Finlandia (FIN)      | 0   | 0     | 1      | 1     |
| Total | Total                | 0   | 0     | 0      | 0     |